# Tyler Ulis
Tyler Ulis (Lima, Ohio, 5 de enero de 1996) es un exbaloncestista estadounidense que disputó dos temporadas en la NBA. Con 1,75 metros de estatura, jugaba en la posición de base. Desde 2022 ejerce como entrenador asistende de los Kentucky Wildcats de la División I de la NCAA.

## Trayectoria deportiva

### Universidad
Tras participar en 2014, en su etapa de instituto, en el prestigioso McDonald's All-American Game, y en el Jordan Brand Classic, jugó dos temporadas con los Wildcats de la Universidad de Kentucky, en la que promedió 11,3 puntos, 2,4 rebotes, 5,3 asistencias y 1,2 robos de balón por partido. En su primera temporada fue incluido en el mejor quinteto de novatos de la Southeastern Conference y al año siguiente sería elegido Jugador del Año de la conferencia. Ganó además el Premio Bob Cousy al mejor base de la División I de la NCAA, y fue elegido en el primer equipo consensuado All-American.

### Profesional
Fue elegido en la trigésimo segunda posición del Draft de la NBA de 2016 por Phoenix Suns. Debutó el 26 de octubre en un partido ante Sacramento Kings, en el que consiguió 2 puntos y 1 rebote.

## Estadísticas de su carrera en la NBA

### Temporada regular
| Año     | Equipo  | PJ  | PT | MPP  | %TC  | %3P  | %TL  | RPP | APP | ROB | TPP | PPP |
| ------- | ------- | --- | -- | ---- | ---- | ---- | ---- | --- | --- | --- | --- | --- |
| 2016-17 | Phoenix | 61  | 15 | 18.4 | .421 | .266 | .775 | 1.6 | 3.7 | .8  | .1  | 7.3 |
| 2017-18 | Phoenix | 71  | 43 | 23.4 | .388 | .288 | .832 | 1.8 | 4.4 | 1.0 | .1  | 7.8 |
| Total   | Total   | 132 | 58 | 21.1 | .403 | .280 | .808 | 1.7 | 4.1 | .9  | .1  | 7.6 |